# Ínflaton
O ínflaton (português brasileiro) ou inflatão (português europeu) é um campo escalar hipotético, proposto por Alan Guth para descrever a inflação cósmica do Universo primordial. Este campo descreve um mecanismo que teria provocado uma rápida expansão entre 10-35 a 10-34 segundos após a expansão inicial, formando um Universo homogéneo e isotrópico, como o que é observado hoje.
O estado fundamental do campo inflatónico, estado com menor energia, não corresponde sempre ao estado de energia nula. Antes do período de expansão, o estado fundamental do campo era não nulo, correspondendo a um falso vácuo. Flutuações quânticas desencadearam então uma transição de fase para o vácuo de menor energia, mais estável, libertando energia sob a forma de matéria e radiação. Esta transição gerou uma força repulsiva que expandiu o universo observável de cerca de 10-50 metros a 1 metro durante os 10-35 a 10-34 segundos após a formação do Universo.